# كسوف الشمس 4 أكتوبر 2089
سيحدث كسوف كلي للشمس في 4 أكتوبر 2089 كسوف الشمس يحدث عندما يكون القمر يمر بين الأرض والشمس. سيبدأ هذا الكسوف يوم الاثنين من الساعة 22:30 في 3 أكتوبر ويستمر إلى يوم الثلاثاء 4 أكتوبر، 2089 بالتوقيت العالمي، وينتهي الثلاثاء في الساعة 03:54 بالتوقيت العالمي.
فيما يلي توقيتات مراحل الكسوف الكلي في جميع أنحاء العالم. في أي مكان معين ، ستتم رؤيته لفترة أقصر بكثير حيث يتحرك الظل عبر الأرض:
| يبدأ الكسوف الجزئي:  | 22:30:44 في 3 أكتوبر UT               |
| يبدأ الكسوف الكلي:   | 23:28:38 في 3 أكتوبر بالتوقيت العالمي |
| الكسوف الأقصى:       | 01:12:37 UT                           |
| ينتهي الكسوف الكلي:  | 02:56:39 UT                           |
| ينتهي الكسوف الجزئي: | 03:54:38 UT                           |

## خسوفات وكسوفات أخرى

### كسوف الشمس 2087–2090
هذا الكسوف هو جزء من دورة semester. يتكرر الكسوف في دورة semester كل 177 يومًا تقريبًا و4 ساعات في العقد المتناوبة من مدار القمر.
| 120 | كسوف الشمس 2 مايو 2087 كسوف جزئي   | 125 | كسوف الشمس 26 أكتوبر 2087 كسوف جزئي    |
| 130 | كسوف الشمس 21 أبريل 2088 كسوف كلي  | 135 | كسوف الشمس في 14 أكتوبر 2088 كسوف حلقي |
| 140 | كسوف الشمس 10 أبريل 2089 كسوف حلقي | 145 | كسوف الشمس في 4 أكتوبر 2089 كسوف كلي   |
| 150 | كسوف الشمس 31 مارس 2090 كسوف حلقي  | 155 | كسوف الشمس في 23 سبتمبر 2090 كسوف كلي  |